# ديفيد بوستامينت
ديفيد بوستامينت (بالإسبانية: David Bustamante)‏ هو مغني إسباني، ولد في 25 مارس 1982 في سان فايسينت دي لا بارجويرا في إسبانيا.

## وصلات خارجية
- الموقع الرسمي
- ديفيد بوستامينت على موقع IMDb (الإنجليزية)
- ديفيد بوستامينت على موقع ميوزك برينز (الإنجليزية)
- ديفيد بوستامينت على موقع ديسكوغز (الإنجليزية)
- ديفيد بوستامينت على موقع قاعدة بيانات الفيلم (الإنجليزية)